# KAMADAスマイルコーポレーション
株式会社KAMADAスマイルコーポレーション（かまだスマイルコーポレーション）は、秋田県秋田市南通宮田に本社を置いていた企業。旧称・株式会社鎌田会館。FC契約に基づくファーストフード店のほか、日本そば店も運営していた。2016年（平成28年）2月経営破綻。

## 概要
| 階  | 施設                         |
| --- | ---------------------------- |
| 4階 | ステーキコーナー、洋食会議室 |
| 3階 | 宴会場、お座敷コーナー       |
| 2階 | 季節・鍋料理、各種定食施設   |
| 1階 | ミスタードーナツ、軽食堂     |

1946年（昭和21年）個人創業した冷菓製造販売が発祥であり、
昭和30年代、秋田駅前に鎌田と協働社およびなかよしが共同で建設した駅前ショッピングセンターの持ち分を「鎌田会館」と称し、1階～4階で和食や洋食の提供を始める。1972年（昭和47年）、ダスキンとミスタードーナツの秋田・青森におけるエリアFC契約を結び、それを機に会館を改装。1階に北海道・東北地方における第1号店「秋田ショップ (0023)」を開業させ、秋田でミスタードーナツのドミナント出店を進めた。秋田山王ショップが開設段階ではダスキン直営店舗だったのは、当時鎌田会館が資金難により新規出店ができなかったため、ダスキンが代わりに出店したためである。
1977年（昭和52年）11月、中通四丁目に「ロイヤル鎌田・杉のや」を建設し、料亭・割烹・宴会場などを営んだが、後に業績悪化を理由に撤退。ビルは取り壊され、跡地は平面駐車場となった。また先述の鎌田会館は2002年（平成14年）に解体され、跡地には「ホテルアルファーワン秋田」が建設された。
このほか、手打ちそば店「そば膳」や杉のや空港店、FC契約に基づくドトールコーヒー、カフェデュモンドなどを展開した。
社長の鎌田壽は、イオン秋田ショッピングセンター（現：イオンモール秋田）の開業時から2008年（平成20年）まで出店者協議会会長を務めたほか、ミスタードーナツフランチャイズ共同体理事長も歴任した。

### 経営破綻
2016年2月18日付で、秋田地裁から破産手続開始の決定を受けていたことが明らかとなり、経営破綻した。負債総額は約5億7千万円。翌年1月25日には法人格も消滅した。
KAMADAスマイルコーポレーションが運営していたミスタードーナツの店舗は、ダスキンが秋田市に受け皿会社の「エムディフード東北」を設立し、店舗を継承した。また、秋田空港内の杉のやは、新たに設立された「杉のや」が運営を継承したが、新型コロナウイルスの影響で、2021年（令和3年）1月末に閉店。杉のやは秋田地裁に破産申請し、同年3月19日に破産開始決定を受けた。

## 展開していた店舗

### ミスタードーナツ

#### 秋田県
- 秋田広面ショップ (0023)：秋田市広面字提敷19 マックスバリュ広面店内
2002年3月に閉店した秋田ショップが移転、改称したもの。2002年3月開設。
- 大館ショップ (0424)：大館市御成町3丁目7-58 いとく大館ショッピングセンター前
- 秋田南ショップ (0600)：秋田市楢山川口境5-11 イオン秋田中央店1F
1998年3月に閉店した秋田広小路ショップを秋田サティ(当時)内で再開したもの。2000年10月再開時は、「秋田サティショップ」だったが、2011年3月1日、サティブランドのイオンへの変更に伴い現ショップ名に改称。エムディフード東北への運営移行後の2020年1月閉店。
- 御所野ショップ (0836)：秋田市御所野地蔵田一丁目1-1 イオンモール秋田1F
- 本荘ショップ (1022)：由利本荘市岩渕下21 マックスバリュ本荘中央店内
開設時は、ジョイフルシティ本荘内に設置されたが、2008年4月に隣接するマックスバリュ本荘中央店（現在の2代目店舗は、イオンタウン本荘中央ショッピングセンターの核店舗扱い）リニューアルオープン時に移転。2020年2月16日閉店。
- 横手ショップ (1059)：横手市安田字向田147 イオン横手店1F
開設時は、「横手サティショップ」だったが、2011年3月1日、サティブランドのイオンへの変更に伴い現ショップ名に改称。
- 大曲ショップ (1079)：大仙市和合字坪立177 イオンモール大曲1F
1997年にタカヤナギイーストモールに設置されたが、2008年11月にイオン大曲ショッピングセンター（現・イオンモール大曲）に移転。
- 秋田山王ショップ (1329)：秋田市旭北錦町4-58 ドン.キホーテ秋田店1F
長崎屋秋田店時代の1998年10月に、ダスキン直営で開設したが、後に鎌田会館が運営権を譲受。
- 八橋パブリショップ (1603)：秋田市八橋大道東1-6 マルダイ八橋店内
- 能代ショップ (1860)：能代市字寺向70 いとく能代ショッピングセンター内
2012年7月14日開設。2017年7月17日閉店。
- 潟上ショップ (1879)：潟上市飯田川飯塚字上堤敷69-1 ザ・ビッグ潟上店内
2013年3月8日開設。2017年7月2日閉店。

#### 青森県
- 青森下田ショップ (0897)：上北郡おいらせ町中野平40-1 イオンモール下田1F

### 杉のや
- 杉のや空港店：秋田市雄和椿川字山籠49番地 秋田空港2F

### カフェデュモンド
破綻時点では展開なし。1997年10月、イオン秋田ショッピングセンターが増床し、中三秋田店が開業した際、1階に「秋田中三ショップ」を出店した。だが、業績不振が続き後に店舗を中三に譲渡した。2008年10月に中三秋田店は閉店するが、それまで秋田中三ショップは中三が運営した。

### ドトールコーヒーショップ
破綻時点では展開なし。「秋田御所野ショップ」と「秋田トピコショップ」の2店舗を展開していたが、「秋田御所野ショップ」は業績不振により2008年9月に閉店。「秋田トピコショップ」も2009年6月に閉店した。これにより、鎌田会館はドトールコーヒーショップの運営から撤退した。
2009年12月にトピコ内にオープンの店舗は、東京都大田区に本社を置く株式会社オアシスMSCによるフランチャイジーとなっていた。2020年1月13日閉店。
2020年3月19日、トピコ1階リニューアルオープンの際、株式会社八永南部家敷によるフランチャイジーに変更となった。

### 閉鎖した店舗
- 杉のやトピコ店：秋田市中通七丁目1-2 トピコ3F
- ミスタードーナツ秋田ショップ (0023)：秋田市中通四丁目16-4 鎌田会館1F
- ミスタードーナツ秋田大町ショップ (0360)：秋田市大町二丁目3-16
- ミスタードーナツ秋田広小路ショップ (0600)：秋田市中通一丁目4-5 カワカミビル1F
- ミスタードーナツ秋田トピコショップ (1023)：秋田市中通七丁目1-2 トピコ1F
  - 1997年3月の現秋田駅舎開業に合わせて開店したが、2016年1月17日を以て閉店[4]。
- ミスタードーナツイオン本荘ショップ (1629)：由利本荘市石脇字田中138 イオンスーパーセンター本荘店内
- カフェデュモンド秋田中三ショップ：秋田市御所野地蔵田一丁目1-1 中三秋田店1F
- ドトールコーヒーショップ秋田御所野店：秋田市御所野地蔵田一丁目1-1 イオンモール秋田GF
- ドトールコーヒーショップ秋田トピコ店：秋田市中通七丁目1-2 トピコ1F
- そば膳御所野店：秋田市御所野地蔵田一丁目1-1 イオンモール秋田1F